# Walikota Surabaya Cup 2017
Der Walikota Surabaya Cup 2017 im Badminton fand vom 8. bis zum 14. Mai 2017 in Surabaya statt.

## Sieger und Platzierte
| Disziplin    | Gold                      | Silber                                           | Bronze                                       |
| ------------ | ------------------------- | ------------------------------------------------ | -------------------------------------------- |
| Herreneinzel | Shesar Hiren Rhustavito   | Dionysius Hayom Rumbaka                          | Ren Pengbo                                   |
| Herreneinzel | Shesar Hiren Rhustavito   | Dionysius Hayom Rumbaka                          | Enzi Shafira                                 |
| Dameneinzel  | Kisona Selvaduray         | Gregoria Mariska Tunjung                         | Natsuki Nidaira                              |
| Dameneinzel  | Kisona Selvaduray         | Gregoria Mariska Tunjung                         | Chieh Yu                                     |
| Herrendoppel | Wahyu Nayaka Ade Yusuf    | Kenas Adi Haryanto Mohamed Reza Pahlevi Isfahani | Irfan Fadhilah Rian Swastedian               |
| Herrendoppel | Wahyu Nayaka Ade Yusuf    | Kenas Adi Haryanto Mohamed Reza Pahlevi Isfahani | Sabar Karyaman Gutama Frengky Wijaya Putra   |
| Damendoppel  | Soong Fie Cho Tee Jing Yi | Dian Fitriani Nadya Melati                       | Zarra Faza Azka Masita Mahmudin              |
| Damendoppel  | Soong Fie Cho Tee Jing Yi | Dian Fitriani Nadya Melati                       | Agatha Imanuela Siti Fadia Silva Ramadhanti  |
| Mixed        | Ou Xuanyi Lin Liu         | Lukhi Apri Nugroho Ririn Amelia                  | Ricky Widianto Richi Puspita Dili            |
| Mixed        | Ou Xuanyi Lin Liu         | Lukhi Apri Nugroho Ririn Amelia                  | Yantoni Edy Saputra Marsheilla Gischa Islami |